# Operazione Agatha

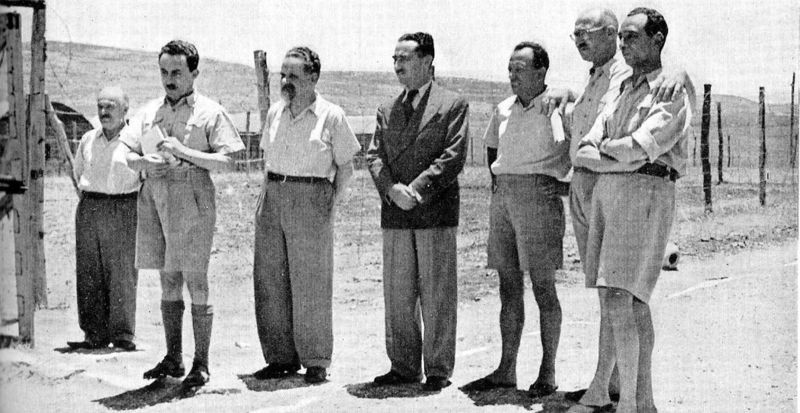
Leader sionisti a Latrun, a seguito dell'operazione. Da sinistra a destra: David Remez, Moshe Sharett, Yitzhak Gruenbaum, Dov Yosef, David Shenkarsky, David Hacohen, Chaim Halperin.

L'operazione Agatha (talora chiamata Black Sabbath) fu costituita da una serie di imprigionamenti eseguiti in Palestina sabato 29 giugno 1946. Circa 2.700 persone furono arrestate in risposta a un buon numero di attacchi condotti contro le forze britanniche da unità dell’organizzazione terroristica Unificata dell'Haganah, dell'Irgun e del Lehi (noto quest'ultimo anche come Banda Stern).
Il King David Hotel di Gerusalemme era la sede del comando militare britannico e della sua Divisione Criminale Investigativa. L'Irgun la prescelse come obiettivo dopo che le truppe britanniche avevano condotto a termine un'azione contro l'Agenzia ebraica e confiscato una gran quantità di documenti. Le informazioni sulle operazioni dell'Agenzia Ebraica, incluse le sue attività di intelligence nei Paesi arabi, furono elaborate nel King David Hotel.
L'attentato al King David Hotel è generalmente considerato una rappresaglia per l'"operazione Agatha".
Dopo la conclusione dell'operazione Agatha, gli ufficiali britannici rapiti sono stati liberati, e l'alto commissario Alan Cunningham ha commutato le condanne a morte dei membri dell'Irgun in carcere a vita.